# Dru Hill
Dru Hill é um grupo de urban e hip hop norte-americano muito popular durante a década de 90. A banda foi criada em Baltimore, Maryland em 1992. Seus maiores sucessos foram "In My Bed", "Never Make a Promise" e "How Deep Is Your Love". Tamim "Nokio" Ruffin foi o fundador, tendo como membros Sisqó, Larry "Jazz" Anthony e James "Woody" Green. Ficaram separados entre 1999 e 2002. Neste período Wood lançou uma carreira solo, assim como Sisqó, que obteve grande sucesso com seu hit "Thong Song".

## Membros
- Tamir "Nokio" Ruffin (1996-2000; 2002 - )
- James "Woody" Green (1996-1999; 2002 - )
- Sisqó (1996-2000; 2000 - 2002)
- Larry "Jazz" Anthony (1996-2000; 2002 - )
- Rufus "Scola" Waller (2002 - )
- Tao (2007-)

## Discos
- 1996: Dru Hill (platina)
- 1998: Enter the Dru (2x platina)
- 2002: Dru World Order (ouro)
- 2005: Dru Hill: Hits
- 2009: InDRUpendence Day
- 2017: Christimas in Baltimore